# Teemu Ramstedt
Teemu Ramstedt (ur. 9 grudnia 1987 w Helsinkach) – fiński hokeista, reprezentant Finlandii.

## Kariera
- HIFK U16 (2002-2003)
- HIFK U18 (2003-2005)
- HIFK U20 (2005-2006)
- HIFK (2006)
  -  Suomi U20 (2006)
- TPS (2006-2008)
  -  Suomi U20 (2007)
  -  FPS (2007)
  -  KooKoo (2008)
- HIFK (2008-2011)
- Blues (2011-2013)
- SKA Sankt Petersburg (2013)
- HC Lev Praga (2013)
- AIK (2013-2014)
- HIFK (2014-)
- Amur Chabarowsk (2016-2017)
- Slovan Bratysława (2017)
- Lukko (2017-2018)
- SaiPa (2019-)

Wychowanek klubu TJV. Od połowy stycznia 2013 zawodnik SKA Sankt Petersburg. W maju 2013 SKA oddał prawa do zawodnika czeskiemu klubowi HC Lev Praga w zamian za uzyskanie praw do Czecha Romana Červenki. Zawodnikiem tego klubu był do sierpnia 2013. Pod koniec tego miesiąca został zawodnikiem szwedzkiego klubu AIK. Od połowy stycznia 2014 ponownie zawodnik HIFK. W czerwcu 2016 został zawodnikiem Amuru Chabarowsk i w jego barwach grał w sezonie KHL (2016/2017). Od sierpnia do września 2017 był zawodnikiem Slovana Bratysława. Od końca listopada 2017 zawodnik Lukko. W sezonie 2018/2019 nie grał. Pod koniec maja 2019 został zawodnikiem SaiPa.
W barwach Finlandii występuje m.in. w turniejach Euro Hockey Tour.

## Sukcesy
Klubowe
- Złoty medal mistrzostw Finlandii: 2011 z HIFK
- Puchar Kontynentu: 2013 ze SKA
- Brązowy medal mistrzostw Rosji: 2013 ze SKA
- Srebrny medal mistrzostw Finlandii: 2016 z HIFK

Indywidualne
- Liiga (2015/2016):
  - Pierwsze miejsce w klasyfikacji asystentów w sezonie zasadniczym: 44 asysty[13]
  - Trzecie miejsce w klasyfikacji kanadyjskiej w sezonie zasadniczym: 52 punkty[14]
  - Ósme miejsce w klasyfikacji strzelców w fazie play-off: 5 goli[15]
  - Pierwsze miejsce w klasyfikacji asystentów w fazie play-off: 13 asyst[16]
  - Pierwsze miejsce w klasyfikacji kanadyjskiej w fazie play-off: 18 punktów[17]
  - Trzecie miejsce w klasyfikacji +/- w sezonie zasadniczym: +50[18]
  - Skład gwiazd sezonu